# Джокович, Дамьян
Дамьян Джокович (нидерл. Damjan Djokovic, хорв. Damjan Đoković; 18 апреля 1990 года, Загреб) — нидерландский футболист хорватского происхождения, полузащитник клуба «Ризеспор».

## Карьера
Семья Дамьяна Джоковича перебралась из Хорватии в Нидерланды, когда тот был ещё ребёнком. После занятий футболом в ряде нидерландских клубов он заключил контракт со словацким «Спартаком» из Трнавы летом 2010 года. Затем Джокович выступал за хорватскую команду «ХНК Горица». В январе 2011 года он стал игроком итальянской «Монцы».
31 августа 2011 года состоялся его трансфер в «Чезену» стоимостью в €220 000.
25 июня 2013 года Джокович заключил трёхлетний контракт с «Болоньей», но тут же был отдан в аренду румынскому ЧФР. 27 августа 2014 он был отдан в аренду итальянскому «Ливорно».
22 июля 2015 года будучи свободным агентом Джокович стал игроком новичка французской Лиги 1 «Газелека». После вылета корсиканской команды в Лигу 2 хорват вновь стал свободным агентом.
15 октября 2016 Джокович подписал контракт с клубом немецкой Второй Бундеслиги «Гройтер Фюрт» до конца сезона.
28 января 2017 года Джокович перешёл в команду Серии B «Специя».
19 июня 2017 года Джокович заключил трёхлетний контракт с хорватской «Риекой».

## Статистика
|         |                |                   | Лига  | Лига | Кубок | Кубок | Европа | Европа | Всего | Всего |
| Клуб    | Лига           | Сезон             | Матчи | Голы | Матчи | Голы  | Матчи  | Голы   | Матчи | Голы  |
| ------- | -------------- | ----------------- | ----- | ---- | ----- | ----- | ------ | ------ | ----- | ----- |
| 2009/10 | Спартак Трнава | Суперлига         | 1     | 0    | 0     | 0     | –      | –      | 1     | 0     |
| 2010/11 | Монца          | Серия С           | 12    | 4    | –     | –     | –      | –      | 12    | 4     |
| 2011/12 | Чезена         | Серия А           | 15    | 0    | 0     | 0     | –      | –      | 15    | 0     |
| 2012/13 | Чезена         | Серия B           | 30    | 4    | 1     | 0     | –      | –      | 31    | 4     |
| 2013/14 | ЧФР Клуж       | Лига 1            | 27    | 3    | 1     | 0     | –      | –      | 28    | 3     |
| 2014/15 | Болонья        | Серия А           | 0     | 0    | 1     | 0     | –      | –      | 1     | 0     |
| 2014/15 | Ливорно        | Серия B           | 33    | 1    | –     | –     | –      | –      | 33    | 1     |
| 2015/16 | Газелек Аяччо  | Лига 1            | 35    | 2    | 4     | 0     | –      | –      | 39    | 2     |
| 2016/17 | Гройтер Фюрт   | Вторая Бундеслига | 7     | 0    | 0     | 0     | –      | –      | 7     | 0     |
| 2016/17 | Специя         | Серия B           | 20    | 2    | –     | –     | –      | –      | 20    | 2     |
| 2017/18 | Риека          | Прва ХНЛ          | 1     | 0    | 0     | 0     | 1      | 0      | 2     | 0     |